# Abbazia di Quedlinburg
L'abbazia di Quedlinburg fu un'abbazia tedesca con sede nell'omonima città. L'abbazia è inserita nell'itinerario Culturale del Consiglio d'Europa Transromanica.

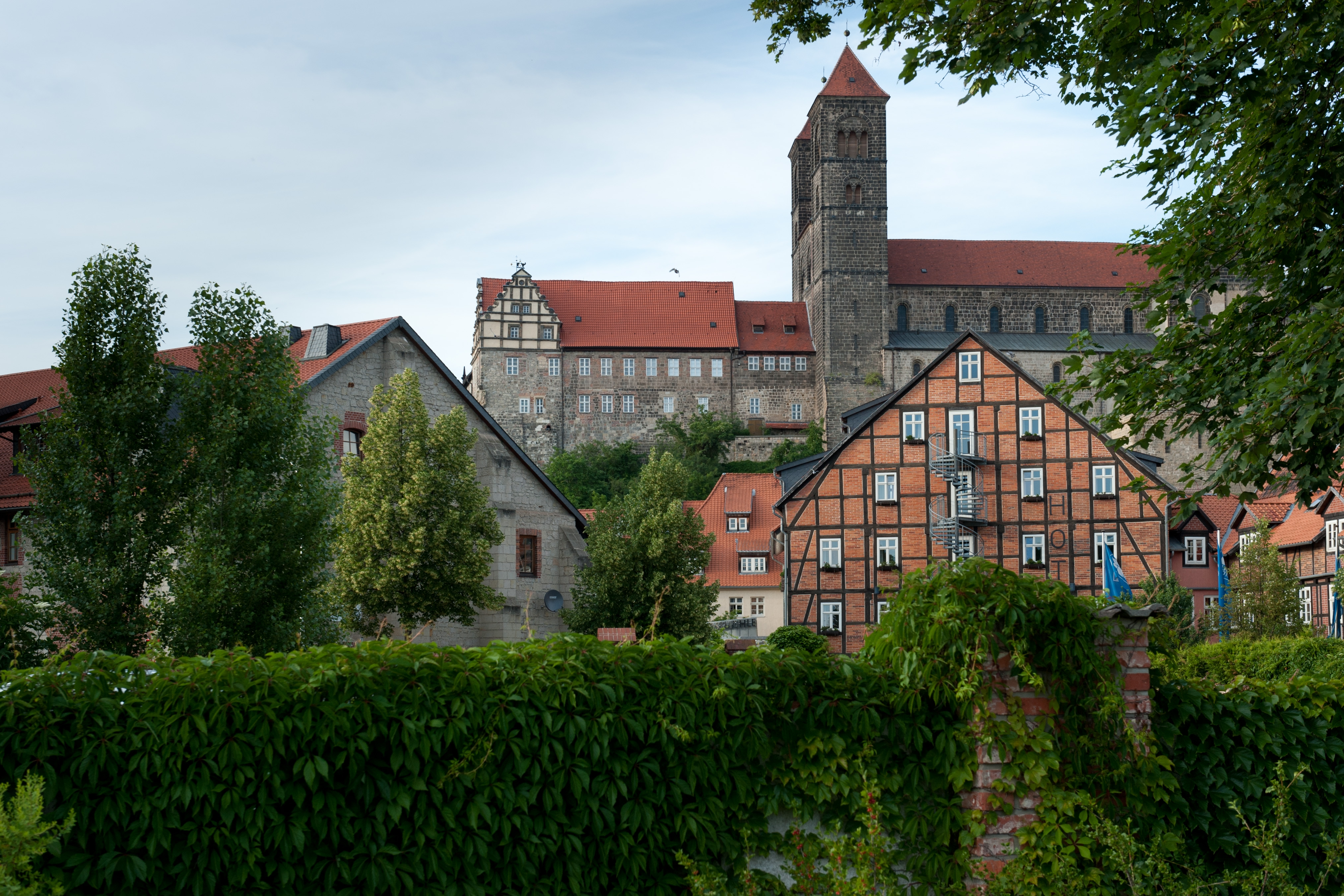
Vista da sud dell'Abbazia di Quedlinburg

## Storia
L'abbazia, ex castello carolingio, venne fondata nel 936 su un territorio di proprietà della Regina Matilde, passato poi a suo figlio Ottone I, divenuto imperatore ed essa comprendeva il castello di e la montagna di Quedlinburg. Fu probabilmente questa origine come monastero istituito dalla famiglia imperiale che fece sì che l'abbazia crescesse velocemente ed in breve tempo, godendo di molte ricchezze. Enrico I di Sassonia è sepolto nella sua cripta.
All'abbazia venne concesso il titolo di abbazia imperiale e di lei si sa che era sede di una comunità di figlie non maritate dell'aristocrazia tedesca anche se non viene indicato l'ordine di appartenenza. Esistevano già a quel tempo altre grandi abbazie femminili in Germania come quella di Herford o di Gandersheim, ma la stessa regina Matilde volle privilegiare questa struttura divenendone badessa alla morte del marito.
L'abbazia divenne nota nel Medioevo per i numerosi prodotti d'artigianato che si sviluppavano qui grazie appunto alle monache che vi risiedevano, oltre alla redazione degli Annali, divenuti, tra l’altro, celebri e per le numerose saghe cui si fa riferimento e perché viene citato per la prima volta il nome Lituania. Dopo alcune discussioni tra la città di Quedlinburg e la locale Diocesi di Halberstadt, il vescovo di quest'ultima decise di concedere alla casata reale di Sassonia il patrocinio su questa abbazia, grazie anche all'influenza della badessa di quel tempo, Edvige, sorella di Ernesto ed Alberto di Sassonia, reggenti di quelle terre (1477).
Nel 1697 queste terre, comprensive dell'abbazia divenuta da un secolo protestante, passarono sotto il dominio del Brandeburgo e dal 30 gennaio del 1698 passarono alla Prussia.
Dopo la secolarizzazione, tra il 1802 ed il 1803, l'abbazia entrò nei possedimenti del Principato di Quedlinburg, creato dalla Prussia, per poi passare dal 1807 al 1814 al Regno di Vestfalia, di stampo napoleonico. Successivamente fece ritorno entro i confini del Regno di Prussia.
La chiesa abbaziale, dedicata ai Santi Dionigi e Servazio, è ancora oggi presente e si slancia come un'architettura di stampo romanico e venne costruita a partire dal 997, per poi essere terminata nel 1021.
A partire dal 1540 l'abbazia assunse i connotati di un luogo di culto luterano. L'ultima badessa fu Sofia Albertina, principessa di Svezia.